# Hương Canh
Hương Canh là thị trấn huyện lỵ của huyện Bình Xuyên, tỉnh Vĩnh Phúc, Việt Nam.

## Địa lý
Thị trấn Hương Canh nằm ở trung tâm huyện Bình Xuyên, cách thành phố Vĩnh Yên 10 km về phía đông nam và có vị trí địa lý:
- Phía đông giáp xã Sơn Lôi
- Phía tây giáp xã Tân Phong và xã Quất Lưu
- Phía nam giáp thị trấn Đạo Đức
- Phía bắc giáp xã Tam Hợp và xã Quất Lưu.

Thị trấn có diện tích 9,95 km², dân số năm 2017 là 16.341 người, mật độ dân số đạt 1.642 người/km².
Trên địa bàn thị trấn có Quốc lộ 2 đi qua.

## Hành chính
Thị trấn Hương Canh được chia thành 18 tổ dân phố: 1, 2, Lò Cang, Lò Ngói, Chợ Cánh, Kim Phượng, Lang Bầu, Chuôi Ná, Nội Giữa, Đông Mướp, Vam Dộc, Chùa Hạ, Đồng Nhất, Trong Ngoài, Đồng Sậu, Nhị Bờ, Cửa Đồng, Thắng Lợi.

## Lịch sử
Đầu thời Nguyễn, Hương Canh là tên một tổng và một xã thuộc huyện Yên Lãng, phủ Tam Đới, trấn Sơn Tây. Năm Minh Mạng thứ 3 (1822), phủ Tam Đới đổi thành phủ Vĩnh Tường. Đến năm Minh Mạng thứ 13, trấn Sơn Tây đổi thành tỉnh Sơn Tây, hai huyện Yên Lãng và Yên Lạc lập thành phân phủ Vĩnh Tường.
Theo Đồng Khánh địa dư chí, tổng Hương Canh có 8 xã: Hương Canh, Tiên Hàng, Ngọc Canh, Nội Phật, Ngoại Trạch, Quất Lưu, Vị Trù, Vị Nội. Trong đó ba xã Hương Canh, Tiên Hàng, Ngọc Canh có tên nôm là Kẻ Cánh.
Năm 1890, Toàn quyền Đông Dương ra nghị định thành lập đạo Vĩnh Yên, lỵ sở đặt tại Hương Canh nên dân gian vẫn thường gọi đạo Vĩnh Yên là tỉnh Cánh. Đến năm 1891, Toàn quyền Đông Dương giải thể đạo Vĩnh Yên, địa bàn sáp nhập trở lại tỉnh Sơn Tây.
Năm 1899, Toàn quyền Đông Dương lại ra nghị định thành lập tỉnh Vĩnh Yên, lỵ sở đặt tại Tích Sơn, huyện Tam Dương (nay thuộc thành phố Vĩnh Yên).
Theo Niên giám Đông Dương năm 1903, tổng Hương Canh thuộc huyện Bình Xuyên, gồm 6 xã: Hương Canh, Ngọc Canh, Tiên Hường, Mộ Đạo, Bảo Đức, Yên Lỗ. Tuy nhiên đến năm 1928 thì còn lại 5 xã: Hương Canh, Ngọc Canh, Tiên Hường, Mộ Đạo, Yên Lỗ (theo Danh mục các làng xã Bắc Kỳ).
Sau Cách mạng Tháng Tám năm 1945, ba xã Hương Canh, Ngọc Canh, Tiên Hường sáp nhập với nhau thành xã Tam Canh thuộc huyện Bình Xuyên.
Ngày 5 tháng 7 năm 1977, huyện Bình Xuyên sáp nhập với huyện Yên Lãng và 4 xã của huyện Yên Lạc thành huyện Mê Linh, xã Tam Canh thuộc huyện Mê Linh. Tuy nhiên đến ngày 26 tháng 2 năm 1979, xã Tam Canh chuyển sang trực thuộc huyện Tam Đảo.
Ngày 23 tháng 11 năm 1995, Chính phủ ban hành Nghị định số 82-CP. Theo đó, thành lập thị trấn Hương Canh thuộc huyện Tam Đảo trên cơ sở toàn bộ 1011,78 ha diện tích tự nhiên và 11.354 người của xã Tam Canh.
Ngày 9 tháng 6 năm 1998, huyện Bình Xuyên được tái lập, thị trấn Hương Canh trở thành huyện lỵ huyện Bình Xuyên.

## Kinh tế
Hương Canh được biết đến với nghề gốm truyền thống có từ hơn 300 năm trước. Gốm Hương Canh là gốm sành, không dùng men, độ bền cao và có màu nâu cháy đặc trưng.

## Văn hóa
Kéo song là trò chơi dân gian truyền thống của 3 làng Cánh, được tổ chức từ ngày mùng 3 đến mùng 5 tháng Giêng hàng năm. Đây là một hình thức kéo co bằng dây song luồn qua một chiếc cột lim chôn xuống đất. Ngày 19 tháng 12 năm 2014, trò kéo song ở thị trấn Hương Canh được Bộ Văn hóa, Thể thao và Du lịch công nhận là di sản văn hóa phi vật thể quốc gia.

## Di tích
Trên địa bàn thị trấn có một số di tích lịch sử cấp quốc gia như: đình Hương Canh, đình Ngọc Canh, đình Tiên Hường, chùa Kính Phúc và một số di tích lịch sử cấp tỉnh: chùa Ma Hồng, Miếu Thượng.